# Samuel Vincent
Pour les articles homonymes, voir Vincent.
Samuel Vincent, né le 8 septembre 1787 à Gajan et mort à Nîmes le 10 juillet 1837, est un pasteur, théologien, homme politique et essayiste français.

## Biographie
Samuel Vincent est fils et petit-fils de pasteurs. Son père exerce à Nîmes, au moment de sa naissance, puis à Gajan. Il fait ses études de théologie à l'université de Genève en 1805-1809, et est ordonné pasteur le 6 octobre 1809 à Genève. Il fait toute sa carrière pastorale à Nîmes à partir de 1809, et est nommé président du consistoire en 1830. Il prend parti en faveur du rétablissement des synodes dans le fonctionnement des Églises réformées. Grand lecteur de Schleiermacher, il publie Religion et christianisme en 1830-1831,,. 
Membre de l'Académie du Gard de 1820 à sa mort, il la préside en 1830. Conseiller de l'arrondissement de Nîmes à l'orée des années 1830, il devient en 1834 conseiller général du canton de Saint-Mamert-du-Gard. Il est inhumé au cimetière protestant de Nîmes.

## Distinctions
- Chevalier de la Légion d'honneur (9 mai 1831)[6]

## Publications
- Observations sur l'unité religieuse, en réponse au livre de M. de La Mennais intitulé Essai sur l'indifférence en matière de religion dans la partie qui attaque le protestantisme (1820), lire en ligne sur Gallica
- Vues sur le protestantisme en France (1829) - deux volumes :  et
- Du protestantisme en France (réédition de 1860)